# 전유경 (방송인)

전유경은 대한민국의 방송인의 리포터이다.

## 경력
- KBS제주방송총국 리포터

## 방송 출연
- 6시 내고향 제주 리포터 및 출연
- 2023.11.29~2024.04-25 KBS제주총국 “보물섬“ 오늘부터 쓰담쓰담 리포터
- 202303.19~2023.03.26 MBN “난생처음 우리끼리“ 출연
- 아침마당 KBS 본사1TV 2023년 9월 4일 출연 9470회
- 진품명품 KBS 본사1TV 2024년 5월 19일 출연1424회